# Terlung-Kloster
Das  Terlung-Kloster  (tib.: gter lung dgon; chinesisch 德尔隆寺, Pinyin Dé'ĕrlóng sì) ist ein Kloster der Gelug-Schule des tibetischen Buddhismus, es befindet sich nahe dem Kloster Labrang (bla brang) im Kreis Xiahe im Bezirk Gannan, Gansu.
Die wichtigste Inkarnationsreihe des Klosters ist die der Setshang Rinpoches bzw. Setshang-Lamas (bse tshang bla ma), die auf den 1. Setshang Rinpoche, Ngawang Trashi (nga dbang bkra shis; 1678–1738), zurückgeht.

## Setshang Rinpoches
- 1. Ngawang Trashi (ngag dbang bkra shis) (1668–1738)
- 2. Ngawang Jamyang Trashi (ngag dbang 'jam dbyangs bkra shis) (1738/1739–1813)
- 3. Lobsang Trashi Rabgyal (blo bzang bkra shis rab rgyas) (1814–1879)
- 4. Lobsang Trashi Tenpe Gyeltshen (blo bzang bkra shis bstan pa'i rgyal mtshan) (1880–1888)
- 5. Lobsang Trashi Trinle Gyatsho (blo bzang bkra shis 'phrin las rgya mtsho) (1889–1936)
- 6. Lobsang Pelden (blo bzang dpal ldan chos kyi rdo rje) (1938–)[3]